# 赵金声 (1923年)
赵金声（1923年—？），男，北京人，中国舞台美术设计师，曾任中国京剧院舞台美术设计师。